# Romolo Carboni
Romolo Carboni (ur. 9 maja 1911 w Fano, zm. 2 września 1999) – włoski duchowny rzymskokatolicki, arcybiskup tytularny, dyplomata papieski.

## Życiorys
31 marca 1934 otrzymał święcenia prezbiteriatu i został kapłanem diecezji Fano.
28 września 1953 papież Pius XII mianował go delegatem apostolskim w Australii, Nowej Zelandii i Oceanii oraz arcybiskupem tytularnym sidońskim. 25 października 1953 przyjął sakrę biskupią z rąk prefekta Świętej Kongregacji Rozkrzewiania Wiary kard. Pietro Fumasoniego Biondiego. Współkonsekratorami byli sekretarz Świętej Kongregacji Nadzwyczajnych Spraw Kościelnych abp Antonio Samorè oraz biskup Fano Vincenzo Del Signore.
2 września 1959 papież Jan XXIII przeniósł go na urząd nuncjusza apostolskiego w Peru. Jako ojciec soborowy wziął udział w soborze watykańskim II.
26 kwietnia 1969 papież Paweł VI mianował go nuncjuszem apostolskim we Włoszech. Funkcję tę pełnił do osiągnięcia wieku emerytalnego i przejścia na emeryturę 19 kwietnia 1986. Jako pierwszy były nuncjusz apostolski we Włoszech nie został po opuszczeniu tego urzędu mianowany kardynałem.